# Villmatstraße
Die Villmatstraße ist eine Straße im Nordosten von Heilbronn. Sie verläuft parallel zur Hohenlohebahn. Die Straße wurde 1905 nach dem gleichnamigen Gewann benannt, der wahrscheinlich von einem Keltendorf herrührt.

## Bauwerke und Unternehmen
- Bei der Bushaltestelle Karlstor befand sich an der Bahntrasse der Karlstorbahnhof, dessen Überreste 2005 abgebaut wurden.[3]
- An der Villmatstraße 13 befand sich bis 1944 die Kinderheilanstalt Ebenezer mit dazugehörigem Pavillon, das zum Evangelischen Stadtdiakonissenverein gehörte.
- In der Villmatstraße 17 steht die denkmalgeschützte Villa Racher.
- An der Ecke Villmatstraße/Goethestraße gibt es ein Parkplatzareal für die Augustinuskirche.
- Die Bauwerke Villmatstraße 35 bis 39 gehörten zur Buchdruckerei der Firma Karl Rembold, die sowohl Wohn- als auch Fabrikgebäude waren. Die Nummer 35 besaß sogar ein Zollingerdach.[4] Nach dem Wiederaufbau befand sich die Firma bis 1981 an Ort und Stelle. Im Jahr 2000 wurde im Haus 35 die Firma Cutting Crew der Friseur GmbH gegründet. Außerdem befindet sich dort eine Tanzschule.